# Michel Clérié
 (octobre 2018).
 (octobre 2018).
Si vous disposez d'ouvrages ou d'articles de référence ou si vous connaissez des sites web de qualité traitant du thème abordé ici, merci de compléter l'article en donnant les références utiles à sa vérifiabilité et en les liant à la section « Notes et références ».
Michel Clérié (né le 28 septembre 1947) est un sénateur haïtien pour le district de la région de la Grand'Anse. Il était membre de la finance, de l'industrie, du tourisme et des comités d'entreprises publiques.

## Biographie
Michel Clérié est né en Haïti le 28 septembre 1947, il a fait ses études primaires à Saint-Louis de Gonzague, et il termina au Collège Roger-Anglade ses études secondaires. 
Dès son jeune âge après ses études en Haïti, Michel séjourna aux États-Unis de 1967 à 1974, ce qui lui a permis d'élargir ses horizons et de rêver à des sommets pour sa chère Haïti comme l'avaient inculqué tant ses professeurs que sa famille. À son retour en Haïti il a pris les reine de l'entreprise familiale qui embauchait beaucoup de pêcheurs dans le Sud et la Grande Anse. Il a par la suite investi dans des entreprises commerciales et industrielles. En 1986, après le départ de Jean-Claude Duvalier, où Haïti commençait son expérience démocratique avec une transition qui n'en finissait pas Michel décida de rentrer dans la politique, ses débuts dans la militance politique commencèrent avec le Parti agricole industrie national (Le Pain) et ensuite il fut membre de la Fusion des sociaux-démocrates, il fonda l'organisation Rassemblement des forces politiques de la Grande Anse (RAFOPOGA) et en 2016 il forma son parti politique le PAH le Parti agricole haïtien, Michel Devine très actif dans les milieux politiques et sociaux, candidat au Sénat pour le département de la Grande Anse en 2006 il fut déclaré vainqueur aux élections, il a été largement soutenu par les paysans et les pêcheurs de la Grande Anse. Élu premier sénateur de la Grande Anse avec un mandat de 6 ans, il fut président de la commission commerce, industrie, tourisme, membre de la commission des travaux publics et rapporteur de la commission justice securité et finalement vice-président du Sénat. Son père, Guy Clerie, était un officier  dans l'armée d'Haïti de 1941 à 1958. Sa mère, Ginette Laroche, est la fille d'une famille aristocratique de la partie nord du pays (Cap Haïtien). Michel a participé dans plusieurs missions à l'étranger (Mexique, Canada, États-Unis, France, Belgique, Chine, Panama, Suisse). Ses rapports privilégiés avec les présidents Preval et Martelly dont il fut le conseiller spécial lui ont permis de mettre le département de la Grande Anse en orbite : la route Cayes Jeremie - le complexe administratif - le lycée de Beaumont et de Dame Marie - les ponts (rivière glace, Roseaux, Voldrogue-Guinaude) l'école professionnelle, le Warf, les Autobus pour le transport des écoliers, les génératrices pour l'Edh, la distribution de lampadaires, etc. En 2016, il participa activement a la campagne de Jovenel Moise qui fut élu président de la République. Il est marié avec Joelle Baker qui est la fille de Pierre Baker, un grand agriculteur et propriétaire terrien dans la plaine de Leogane, de cette union il eut quatre garçons[réf. nécessaire].